# Мыёлдино (сельское поселение)
Мыёлдино — административно-территориальная единица (административная территория село с подчинённой ему территорией) и муниципальное образование (сельское поселение с полным официальным наименованием муниципальное образование сельского поселения «Мыёлдино») в составе муниципального района Усть-Куломского в Республике Коми Российской Федерации.
Административный центр и единственный населённый пункт — село Мыёлдино.

## История
Статус и границы административной территории установлены Законом Республики Коми от 6 марта 2006 года № 13-РЗ «Об административно-территориальном устройстве Республики Коми».
Статус и границы сельского поселения установлены Законом Республики Коми от 5 марта 2005 года № 11-РЗ «О территориальной организации местного самоуправления в Республике Коми».

## Население
| 2010 | 2011 | 2012 | 2013 | 2014 | 2015 | 2016 |
| ---- | ---- | ---- | ---- | ---- | ---- | ---- |
| 460  | ↘455 | ↘442 | ↘432 | ↗436 | ↘421 | ↘402 |
| 2017 | 2018 | 2019 | 2020 | 2021 |      |      |
| ↘363 | ↘359 | ↘336 | ↘327 | ↘309 |      |      |